# Décès en janvier 2008
Décès
- 2004
- 2005
- 2006
- 2007
- 2008
- 2009
- 2010
- 2011
- 2012

Pour une information complémentaire, voir la page d'aide.

## Janvier 2008
| Date          | Nom                                  | Activités | Âge | Notes   |
| ------------- | ------------------------------------ | --- | --- | ------- |
| date inconnue | Radha Poonoosamy                     | Femme politique mauricienne. | 83  |         |
| 1er janvier   | Peter Caffrey                        | Acteur irlandais. | 58  | (en)    |
| 1er janvier   | Pratap Chandra Chunder               | Homme politique indien. Ancien ministre dans le gouvernement de Morarji Desai (1977-1979).                                                                                               | 88  | (en)    |
| 1er janvier   | Harold Corsini                       | Photographe américain. | 88  | (en)    |
| 1er janvier   | Harald Deilmann                      | Architecte allemand. Membre de l'Académie des arts allemande. | 87  | (de)    |
| 1er janvier   | Irena Górska-Damięcka                | Actrice, metteur en scène et directrice de théâtre polonaise. | 91  | (pl)    |
| 1er janvier   | John Granville                       | Diplomate américain. | 33  | (en)    |
| 1er janvier   | Erich Kästner                        | Dernier vétéran allemand connu de la Première Guerre mondiale. | 108 |         |
| 1er janvier   | Robert L'Herbier                     | Chanteur, auteur-compositeur québécois. Administrateur du réseau de télévision TVA. | 86  |         |
| 1er janvier   | Thiyagarajah Maheswaran              | Homme politique sri lankais, ancien ministre des Affaires religieuses et culturelles hindoues.                                                                                           | 47  | (en)    |
| 1er janvier   | Lucas Sang                           | Athlète kényan. | 46  | Page 38 |
| 1er janvier   | Oleg Tolmachev                       | joueur puis entraîneur russe de hockey sur glace. | 88  | (ru)    |
| 2 janvier     | Louisette Blanquart                  | Journaliste et syndicaliste française. | 86  |         |
| 2 janvier     | Joyce Carlson                        | Animatrice, dessinatrice et imagineer américaine ayant travaillé pour les Studios Disney. Connue pour son travail sur La Belle et le Clochard et les poupées d'It's a Small World.       | 84  | (en)    |
| 2 janvier     | Roberto Castillo (es)                | Écrivain hondurien. | 57  |         |
| 2 janvier     | Lee S. Dreyfus                       | Homme politique américain. Gouverneur du Wisconsin de 1979 à 1983. | 81  | (en)    |
| 2 janvier     | George MacDonald Fraser              | Écrivain et scénariste britannique. | 82  | (en)    |
| 2 janvier     | Gerry Staley                         | joueur de baseball canadien. | 87  |         |
| 2 janvier     | Galyani Vadhana                      | Princesse thaïlandaise. | 84  | (en)    |
| 2 janvier     | Choi Yo-Sam                          | Boxeur sud-coréen. Ancien champion du monde WBC dans la catégorie des poids mouche. | 35  |         |
| 3 janvier     | Alexandre Abdoulov                   | Acteur russe. | 54  | (ru)    |
| 3 janvier     | Jacques Brosse                       | Psychanalyste et intellectuel français. | 85  |         |
| 3 janvier     | Maurice Caillet                      | Bibliothécaire français. | 97  |         |
| 3 janvier     | Colette Cassignol                    | Résistante et enseignante française. | 91  |         |
| 3 janvier     | Henri Chopin                         | Artiste, poète concret et sonore français. | 85  | (en)    |
| 3 janvier     | Natasha Collins (en)                 | Mannequin et présentatrice britannique de télévision. | 31  | (en)    |
| 3 janvier     | Alexandre de Paris                   | Coiffeur français. | 85  |         |
| 3 janvier     | Werner Dollinger                     | Homme politique allemand. Ancien ministre. | 89  | (de)    |
| 3 janvier     | Milt Dunnell (en)                    | Journaliste sportif canadien. | 102 | (en)    |
| 3 janvier     | Kléber Malécot                       | Homme politique français. | 91  |         |
| 3 janvier     | Lisandro Otero                       | Écrivain cubain. | 75  | (es)    |
| 3 janvier     | Jimmy Stewart                        | Pilote automobile britannique. | 76  | (en)    |
| 4 janvier     | Vyacheslav Ambartsumyan              | Footballeur russe. | 67  | (ru)    |
| 4 janvier     | Bjørn Odmar Andersen                 | Footballeur norvégien. | 64  | (no)    |
| 4 janvier     | Stig Claesson                        | Écrivain suédois. | 79  | (en)    |
| 4 janvier     | Michel Conte                         | Écrivain, humaniste, auteur-compositeur, chorégraphe, scénographe québécois. | 76  |         |
| 4 janvier     | Francine Corteggiani                 | Scripte française. | 96  |         |
| 4 janvier     | Gaston Dulong                        | Linguiste canadien. | 88  |         |
| 4 janvier     | Mort Garson                          | compositeur, arrangeur, parolier canadien. | 83  | (en)    |
| 4 janvier     | Herbert Keppler (en)                 | Photo-journaliste américain. | 82  | (en)    |
| 4 janvier     | Marianne Kiefer                      | Actrice allemande. | 79  | (de)    |
| 4 janvier     | Romeiro                              | Footballeur brésilien. | 74  | (pt)    |
| 5 janvier     | Tony Ambrose                         | Copilote automobile britannique. | 74  | (en)    |
| 5 janvier     | John Ashley                          | Ancien joueur puis arbitre de hockey sur glace canadien. | 77  | (en)    |
| 5 janvier     | Yves Bottineau                       | historien de l'art français. | 82  |         |
| 5 janvier     | Giovanni Coronas                     | Homme politique italien. Ancien ministre de l'Intérieur (1995-1996). | 88  | (it)    |
| 5 janvier     | Raymond Forni                        | Homme politique français. Président PS du Conseil régional de Franche-Comté (2004-2008), président de l'Assemblée nationale (2000-2002) et député du Territoire de Belfort (1973- 2002). | 66  |         |
| 5 janvier     | Louis Hon                            | Footballeur français. | 83  |         |
| 5 janvier     | Ekiho Miyazaki                       | Moine japonais du bouddhisme zen de l'école Sōtō. | 106 |         |
| 5 janvier     | Luiz Pacheco                         | Écrivain, éditeur, polémiste et critique littéraire portugais. | 82  | (pt)    |
| 5 janvier     | İhsan Saraçlar                       | Juriste et homme politique turc. | 79  | (tr)    |
| 6 janvier     | Shmuel Berenbaum                     | Rabbin américain. | 87  | (en)    |
| 6 janvier     | Germaine Duparc                      | Biologiste, anthropologue et pédagogue suisse. | 91  |         |
| 6 janvier     | János Körmendi                       | Acteur hongrois. | 80  | (hu)    |
| 6 janvier     | Alekos Michailidis                   | Homme politique chypriote. Ministre des Affaires étrangères de 1993 à 1997. | 75  | (en)    |
| 6 janvier     | Ken Nelson                           | Producteur de disques américain. | 96  | (en)    |
| 6 janvier     | Pramod Karan Sethi                   | Chirurgien orthopédique Indien. Inventeur de la jambe de Jaipur | 80  | (en)    |
| 6 janvier     | Vittorio Tomassetti (en)             | Archevêque italien de 1998 à 2007. | 77  | (it)    |
| 7 janvier     | Philip Agee                          | Agent secret américain de la CIA. | 72  | (es)    |
| 7 janvier     | Raffaello de Banfield (en)           | Compositeur britannique. | 85  | (de)    |
| 7 janvier     | Njoo Kiem Bie                        | Joueur professionnel indonésien de badminton. | 81  | (en)    |
| 7 janvier     | John Braspennincx                    | Coureur cycliste néerlandais. | 93  |         |
| 7 janvier     | Arafan Camara                        | Homme politique et général guinéen. Ministre de la Défense du 28 mars au 12 mai 2007. | 57  |         |
| 7 janvier     | Maryvonne Dupureur                   | Athlète française. | 70  |         |
| 7 janvier     | Detlef Kraus                         | Pianiste allemand. | 88  | (de)    |
| 7 janvier     | Hans Monderman                       | Ingénieur et urbaniste néerlandais. | 62  | (en)    |
| 7 janvier     | Marcel Mouly                         | Artiste peintre français. | 88  | (pt)    |
| 7 janvier     | Serge Pacôme Aoulou                  | Journaliste ivoirien. | 65  |         |
| 7 janvier     | Alwyn Schlebusch                     | Homme politique sud-africain. Vice-président de 1981 à 1984. | 91  | (en)    |
| 8 janvier     | Lluís Coll                           | Footballeur espagnol. | 70  |         |
| 8 janvier     | D. M. Dassanayake (en)               | Homme politique srilankais. Ministre en exercice chargé de la Construction Publique. | 54  | (en)    |
| 8 janvier     | Jim Dooley                           | joueur puis entraîneur américain de football U.S.. | 77  | (en)    |
| 8 janvier     | Guy Hance                            | Homme politique belge. | 74  |         |
| 8 janvier     | Daniel Hétu                          | Pianiste, Auteur-compositeur-interprète canadien. | 57  |         |
| 8 janvier     | David J. Grove                       | Psychothérapeute néo-zélandais. | 57  |         |
| 8 janvier     | Jacques Langlais                     | Chercheur et historien canadien. | 86  |         |
| 8 janvier     | Moshe Levi (en)                      | Général israélien. Chef d'état major de Tsahal de 1983 à 1987. | 71  | (he)    |
| 9 janvier     | Paul Aimson (en)                     | Footballeur britannique. | 64  |         |
| 9 janvier     | Jorge Isaac Anaya                    | Amiral argentin. | 81  | (es)    |
| 9 janvier     | Adam Butler                          | Homme politique britannique. Ancien ministre. | 76  | (en)    |
| 9 janvier     | Charles Fehrenbach                   | Astronome français. | 93  |         |
| 9 janvier     | Carmine Furletti (en)                | Dirigeant sportif brésilien. | 81  | (pt)    |
| 9 janvier     | Mehran Ghassemi                      | Journaliste iranien. | 30  | (en)    |
| 9 janvier     | Tim Willoughby                       | Rameur australien. | 53  | (en)    |
| 10 janvier    | Rod Allen (en)                       | Chanteur britannique. | 63  | (en)    |
| 10 janvier    | Christopher Bowman                   | Patineur artistique américain. | 40  | (en)    |
| 10 janvier    | Alain Foechterlé                     | Homme politique français. | 61  |         |
| 10 janvier    | Angela Ghelber                       | Poète suisse. | 81  |         |
| 10 janvier    | Jonathan Goodman                     | Historien et écrivain britannique. | 76  |         |
| 10 janvier    | Abdelaziz Gorgi                      | Artiste peintre tunisien. | 79  |         |
| 10 janvier    | Andrés Henestrosa                    | Écrivain et homme politique mexicain. | 101 | (es)    |
| 10 janvier    | Bernard Kagane                       | Artiste graphiste français. | 75  |         |
| 10 janvier    | George Laking (en)                   | Diplomate et homme politique néo-zélandais. | 95  |         |
| 10 janvier    | Zhang Lichang (en)                   | Homme politique chinois. | 68  | (zh)    |
| 10 janvier    | Mikhaïl Minine                       | Soldat russe, célèbre pour avoir hissé le drapeau soviétique sur l'immeuble du Reichstag à Berlin en 1945.                                                                               | 85  | (ru)    |
| 10 janvier    | Freddy Nieuland                      | Musicien belge. | 63  |         |
| 10 janvier    | Maila Nurmi                          | Actrice américano-finlandaise. | 86  | (fi)    |
| 11 janvier    | Pete Candoli                         | Trompettiste américain. | 84  | (en)    |
| 11 janvier    | Michel Crozon                        | Physicien français. | 75  |         |
| 11 janvier    | Albert Féraud                        | Sculpteur français. | 86  |         |
| 11 janvier    | Sir Edmund Hillary                   | Alpiniste néo-zélandais. Premier à atteindre le sommet de l'Everest, le 29 mai 1953. | 88  |         |
| 11 janvier    | José Bello Lasierra                  | Écrivain espagnol. | 103 | (es)    |
| 11 janvier    | Nancy Phelan (en)                    | Écrivaine australienne. | 94  |         |
| 12 janvier    | Isobel Bennett                       | Biologiste marins australienne. | 98  | (en)    |
| 12 janvier    | Gwendolyn T. Britt (en)              | Femme politique américaine. | 66  | (en)    |
| 12 janvier    | Sir Howard Dalton (en)               | Microbiologiste britannique. | 63  |         |
| 12 janvier    | Olive Jean Dunn                      | mathématicienne et statisticienne américaine. | 92  |         |
| 12 janvier    | Angel Gonzalez                       | Poète espagnol. | 82  | (es)    |
| 12 janvier    | Leszek Jezierski (en)                | Joueur, puis entraîneur, polonais de football. | 78  | (pl)    |
| 12 janvier    | Gabriel Mannelli                     | Bassiste argentin. | 37  | (es)    |
| 12 janvier    | Stanislaw Wycech                     | Dernier ancien combattant polonais de la guerre de 1914-1918. | 105 | (de)    |
| 13 janvier    | Hermann Blazejczak                   | Athlète allemand, spécialiste du 400 mètres. | 95  |         |
| 13 janvier    | Paul Bonaldi                         | Militaire français. Compagnon de la Libération. | 90  |         |
| 13 janvier    | Joe Burk (en)                        | Rameur américain. | 93  |         |
| 13 janvier    | Sergueï Larine                       | Ténor russe. | 51  | (en)    |
| 13 janvier    | Tommy Limby                          | Skieur de fond suédois. | 60  | (se)    |
| 13 janvier    | Johnny Podres                        | Joueur de baseball américain. | 75  | (en)    |
| 13 janvier    | Jafar Shahidi (en)                   | Linguiste et historien iranien. | 90  | (en)    |
| 13 janvier    | Patricia Verdugo (en)                | Écrivain et journaliste chilienne. | 61  | (es)    |
| 13 janvier    | Walter Zimper (en)                   | Homme politique autrichien. | 65  |         |
| 14 janvier    | Carsten Thomassen (journaliste) (en) | Journaliste norvégien. | 38  | (no)    |
| 14 janvier    | Don Cardwell                         | Joueur de baseball américain. | 72  | (en)    |
| 14 janvier    | Kaj Christiansen                     | Footballeur international danois. | 86  |         |
| 14 janvier    | Selim Al Deen                        | Dramaturge bangladais. | 58  | (en)    |
| 14 janvier    | Alain Feydeau                        | Acteur français. | 73  |         |
| 14 janvier    | Judah Folkman                        | Médecin et biologiste américain. | 74  | (es)    |
| 14 janvier    | Wu Jin (en)                          | Homme politique Taïwanais. Ministre de l'Éducation de 1996 à 1998. | 74  | (zh)    |
| 14 janvier    | Vincenz Liechtenstein                | Homme politique autrichien. | 57  | (de)    |
| 14 janvier    | Pierre Sulmon                        | Sculpteur et peintre français. | 75  |         |
| 15 janvier    | K. M. Adimoolam                      | Artiste contemporain indien. | 69  | (en)    |
| 15 janvier    | Roger Anger                          | Architecte français. | 84  |         |
| 15 janvier    | Louis Favre                          | Footballeur et entraîneur français. | 84  |         |
| 15 janvier    | Mark Haigh-Hutchinson                | Informaticien britannique. Développeur de jeux vidéo. | 43  | (en)    |
| 15 janvier    | Eduardo Hontiveros                   | Religieux jésuite, musicien et Compositeur philippin. | 84  | (en)    |
| 15 janvier    | Jason MacIntyre                      | Coureur cycliste britannique. | 34  | (en)    |
| 15 janvier    | Fadil Paçrami (en)                   | Dramaturge et homme politique albanais. | 85  |         |
| 15 janvier    | Brad Renfro                          | Acteur américain. | 25  | (en)    |
| 15 janvier    | Robert V. Bruce                      | historien américain. | 84  |         |
| 16 janvier    | Jorge de Bagration                   | Pilote automobile espagnol. | 63  | (es)    |
| 16 janvier    | Raymond Cambefort                    | Ancien combattant français de la Première Guerre mondiale. | 107 |         |
| 16 janvier    | Philip Conisbee (en)                 | Historien d'art américain. | 62  |         |
| 16 janvier    | Miklós Dallos                        | Sculpteur de marbre et bronze hongrois. | 85  |         |
| 16 janvier    | Marcel Fiorini                       | Artiste peintre non figuratif et graveur français. | 85  |         |
| 16 janvier    | Aimée Kabila Mulengela               | Femme politique congolaise. | 31  |         |
| 16 janvier    | Munjuku Nguvauva II                  | chef traditionnel namibien. Leader de la tribu des Ovambanderu d'Epukiro (en) et d'Aminuis (en) depuis 1960.                                                                             | 84  | (en)    |
| 16 janvier    | Nikola Kljusev                       | Président du gouvernement de Macédoine du Nord de 1991 à 1992. | 80  | (en)    |
| 16 janvier    | Pierre Lambert                       | Homme politique français. | 87  | (en)    |
| 16 janvier    | Kataoka Tamako                       | Artiste peintre japonaise. | 103 |         |
| 16 janvier    | Frédéric de Towarnicki               | Écrivain, traducteur et journaliste français. | 87  |         |
| 16 janvier    | Hone Tuwhare                         | Poète néo-zélandais d'ethnie māorie. | 86  | (en)    |
| 16 janvier    | Bungo Yoshida                        | Marionnettiste du théâtre japonais traditionnel bunraku. | 73  | (en)    |
| 17 janvier    | Rubens de Azevedo                    | Astronome, dessinateur de bandes dessinées et écrivain brésilien. | 86  |         |
| 17 janvier    | Carlos                               | Chanteur français. | 64  |         |
| 17 janvier    | Edward D. Hoch                       | scénariste, romancier et nouvelliste américain de littérature policière. | 77  | (en)    |
| 17 janvier    | Trevor Drayton (en)                  | Entrepreneur australien. | 52  | (en)    |
| 17 janvier    | Bobby Fischer                        | Champion du monde d'échecs américain. | 64  |         |
| 17 janvier    | Ernie Holmes                         | Joueur américain de football U.S. | 59  | (en)    |
| 17 janvier    | John McHale                          | Joueur et dirigeant sportif américain dans la Ligue majeure de baseball. | 86  |         |
| 17 janvier    | Giuliana Penzi                       | Danseuse et chorégraphe italienne. | 90  | (it)    |
| 17 janvier    | Trevor Sprigg (en)                   | Homme politique australien. | 61  | (en)    |
| 17 janvier    | Anne-Lise Thurler                    | Écrivaine suisse. | 47  |         |
| 18 janvier    | Emma Brunner-Traut                   | Egyptologue allemande. | 75  |         |
| 18 janvier    | Manuel Cerveró                       | Footballeur espagnol. | 84  | (en)    |
| 18 janvier    | Uzi Cohen (en)                       | Homme politique israélien. | 55  |         |
| 18 janvier    | Pier Miranda Ferraro (en)            | Ténor d'opéra italien. | 83  |         |
| 18 janvier    | Wally Fielding (en)                  | Footballeur britannique. | 88  | (en)    |
| 18 janvier    | John Leslie Jambor                   | Geologue et mineralogiste canadien. | 63  |         |
| 18 janvier    | Allan Melvin                         | Acteur américain. | 85  | (en)    |
| 18 janvier    | Ugo Pirro                            | Scénariste et écrivain italien. | 87  | (en)    |
| 19 janvier    | John Stewart                         | Parolier et chanteur américain. | 68  | (en)    |
| 19 janvier    | Pierre Devilder                      | Acteur français | 85  |         |
| 19 janvier    | Karl Diehl                           | Entrepreneur allemand. | 100 | (es)    |
| 19 janvier    | Richard Knerr (en)                   | Inventeur américain. Père du Hula hoop et du Frisbee. | 82  | (en)    |
| 19 janvier    | Andy Palacio                         | Musicien bélizien. | 47  | (en)    |
| 19 janvier    | Suzanne Pleshette                    | Actrice américaine. | 70  | (en)    |
| 19 janvier    | Eugene Sawyer                        | Homme politique américain. Maire de Chicago de 1987 à 1989. | 73  | (en)    |
| 20 janvier    | Kurt Benesch                         | Écrivain autrichien. | 81  |         |
| 20 janvier    | Louis de Cazenave                    | Supercentenaire français. L'un des deux derniers « poilus ». | 110 |         |
| 20 janvier    | Tālivaldis Ķeniņš                    | Compositeur, organiste et pédagogue canadien. | 88  | (en)    |
| 20 janvier    | Duilio Loi                           | Boxeur italien. | 78  |         |
| 21 janvier    | Francis Clay                         | Batteur de jazz et de blues américain. | 84  | (en)    |
| 21 janvier    | Lorenzo Bettini                      | Footballeur italien. | 77  |         |
| 21 janvier    | Billy Elliott                        | Footballeur britannique. | 82  | (en)    |
| 21 janvier    | Evan Griffith Galbraith              | Diplomate américain. Ambassadeur des États-Unis en France de 1981 à 1985. | 79  | (en)    |
| 21 janvier    | Lutfiyar Imanov                      | Artiste lyrique, chanteur Azerbaidjanais. | 79  | (ru)    |
| 21 janvier    | Robert Lemieux                       | Avocat canadien. | 66  | (en)    |
| 21 janvier    | Jiří Sequens                         | Cinéaste tchèque. | 85  | (cs)    |
| 21 janvier    | Luís Carlos Tourinho                 | Acteur brésilien. | 43  | (pt)    |
| 22 janvier    | Dora Bria (en)                       | Championne brésilienne de windsurf. Six fois championne du monde. | 49  | (pt)    |
| 22 janvier    | Lance Clemons                        | Joueur américain de baseball. | 60  | (en)    |
| 22 janvier    | John-Franklin Koenig                 | Artiste peintre américain. | 83  |         |
| 22 janvier    | Heath Ledger                         | Acteur australien. | 28  | (en)    |
| 22 janvier    | Louis Martin                         | Journaliste québécois. | 72  | Page 4  |
| 22 janvier    | Anders Olofsson                      | Pilote automobile suédois. | 55  | (en)    |
| 22 janvier    | Claude Piron                         | Linguiste suisse et écrivain en espéranto. | 76  |         |
| 22 janvier    | Billy Poole                          | skieur extrême américain. | 28  | (en)    |
| 22 janvier    | Cao Van Vien                         | Général vietnamien. | 86  | (en)    |
| 22 janvier    | Milenko Zablaćanski (en)             | Acteur serbe. | 53  |         |
| 23 janvier    | Andrzej Andrzejewski (en)            | Général, de l'armée de l'air polonaise. | 47  | (pl)    |
| 23 janvier    | Jean-Luc Aubert                      | Sociologue juridique français. | 68  |         |
| 23 janvier    | David Askevold                       | Artiste canadien. | 67  | (en)    |
| 23 janvier    | René Bianco                          | baryton français. | 99  |         |
| 23 janvier    | José Gochangco                       | Basketeur philippin. | 81  |         |
| 23 janvier    | Stein Rønning                        | champion du monde norvégien de karaté. | 42  | (no)    |
| 23 janvier    | Jaume Sorribas                       | Acteur espagnol. | 59  | (es)    |
| 23 janvier    | Michel Tardieu                       | Journaliste français, spécialiste de l'économie. | 72  |         |
| 24 janvier    | Christopher Allport                  | Acteur américain. | 60  | (en)    |
| 24 janvier    | Carmen Coulombe                      | Artiste et enseignante canadienne. | 61  | (en)    |
| 24 janvier    | Lee Embree                           | Photojournaliste et sous-officier américain. | 92  | (en)    |
| 24 janvier    | Louis-Philippe de Grandpré           | Juriste québécois. Bâtonnier du Barreau de Montréal et du Barreau du Québec de 1968 à 1969 ; juge à la Cour suprême du Canada de 1974 à 1977.                                            | 90  | Page 5  |
| 24 janvier    | Johannes Heggland                    | Écrivain et dramaturge norvégien. | 88  | (no)    |
| 24 janvier    | Yves Hervalet                        | Journaliste de TF1 et pilote automobile français. | 59  |         |
| 25 janvier    | Richard Darman (en)                  | Homme politique américain. | 64  | (en)    |
| 25 janvier    | Ralph Dupas                          | Boxeeur américain. | 72  |         |
| 25 janvier    | Wissam Eid                           | Haut responsable des services de renseignement au sein des FSI (Forces de Sécurité Intérieures) libanaises.                                                                              | 31  | (en)    |
| 25 janvier    | Andreas Hönisch                      | Prêtre catholique allemand. | 77  | (en)    |
| 25 janvier    | Louisa Horton Hill                   | Actrice américaine. | 87  | (en)    |
| 25 janvier    | Édouard Massaux                      | Prêtre belge. | 87  |         |
| 25 janvier    | Gary Wiggins                         | coureur cycliste australien. | 55  | (en)    |
| 26 janvier    | Christian Brando (en)                | Acteur américain. | 49  |         |
| 26 janvier    | Raymond Daniels (en)                 | Footballeur irlandais. | 28  | (en)    |
| 26 janvier    | Igor Dmitriev                        | Acteur russe. | 80  | (ru)    |
| 26 janvier    | Georges Habache                      | Homme politique palestinien. | 81  |         |
| 26 janvier    | Zhang Hanzhi (en)                    | Diplomate et linguiste chinoise. | 73  | (en)    |
| 27 janvier    | Michel Bonnaud                       | Artiste peintre et lithographe français. | 73  |         |
| 27 janvier    | Gordon B. Hinckley                   | Religieux américain. | 97  | (en)    |
| 27 janvier    | Mike Holovak (en)                    | Joueur puis entraîneur américain de football U.S. | 88  |         |
| 27 janvier    | Jean Mattéoli                        | Ministre du travail français de 1979 à 1981. | 85  |         |
| 27 janvier    | Soeharto                             | Homme politique indonésien. Président de l'Indonésie de 1967 à 1998. | 86  | (en)    |
| 28 janvier    | Michel Carage                        | Compagnon de la Libération. | 86  |         |
| 28 janvier    | Christodoulos Ier                    | Primat de l'Église orthodoxe de Grèce depuis 1998. | 69  | (ru)    |
| 28 janvier    | Eleuterio Santos                     | Footballeur international espagnol. | 67  | (es)    |
| 28 janvier    | Marie Takvam                         | Écrivain et actrice norvégienne. | 81  | (no)    |
| 29 janvier    | Rubens Gerchman                      | Artiste peintre brésilien. | 66  | (pt)    |
| 29 janvier    | Helga Goetze                         | Poete, écrivaine, activiste et militante allemande de la révolution sexuelle. | 85  |         |
| 29 janvier    | Philippe Khorsand                    | Acteur français. | 59  |         |
| 29 janvier    | Marcelle Lentz-Cornette              | femme politique luxembourgeoise. | 80  |         |
| 29 janvier    | Bengt Lindström                      | Artiste peintre et lithographe suédois. | 82  |         |
| 29 janvier    | Erzsébet Nagy (en)                   | Journaliste et traductrice hongroise. | 80  | (hu)    |
| 29 janvier    | Margaret Truman                      | Écrivain américaine. | 83  | (en)    |
| 29 janvier    | Melitus Mugabe Were                  | Homme politique kényan. | 39  | (en)    |
| 30 janvier    | Jeremy Beadle (en)                   | Animateur et producteur de télévision américain. | 59  | (en)    |
| 30 janvier    | Gilbert Bonnemaison                  | Homme politique français. | 77  |         |
| 30 janvier    | Marcial Maciel Degollado             | Prêtre mexicain. | 87  | (es)    |
| 30 janvier    | Fernando de Higueras                 | Architecte espagnol. | 77  | (es)    |
| 30 janvier    | Claude Faraldo                       | Cinéaste français. | 68  |         |
| 30 janvier    | Raymond Lallemant                    | aviateur belge de la Seconde Guerre mondiale. | 88  |         |
| 30 janvier    | Erik Otto Larsen                     | Ecrivain danois. | 76  |         |
| 30 janvier    | Anna Loginova (en)                   | Mannequin et bodyguard russe. | 29  | (en)    |
| 30 janvier    | Marcial Maciel                       | Religieux mexicain. | 87  | (es)    |
| 30 janvier    | Roland Selmeczi                      | Acteur hongrois. | 38  | (hu)    |
| 31 janvier    | Pierre Gascher                       | Homme politique français. | 74  |         |
| 31 janvier    | Volodia Teitelboim                   | Avocat, écrivain et homme politique chilien. | 91  | (en)    |
| 31 janvier    | David Kimutai Too                    | Homme politique kényan. | 40  |         |
| 31 janvier    | František Čapek                      | Céiste tchécoslovaque,Champion olympique du 10 000 mètres en canoë monoplace hommes aux Jeux olympiques d'été de 1948 à Londres.                                                         | 94  | (en)    |